# Stazione di Sassoferrato-Arcevia
Stazione di Sassoferrato-Arcevia 2015-ben bezárt vasútállomás Olaszországban, Marche régióban, Sassoferrato településen.

## Vasútvonalak
Az állomást az alábbi vasútvonalak érintették:
- Urbino-Fabriano-vasútvonal

## Kapcsolódó állomások
A vasútállomáshoz az alábbi állomások vannak a legközelebb: 
- Stazione di Melano-Marischio
- Stazione di Monterosso Marche